# Grotte di Collepardo
Le grotte di Collepardo (anche note come grotte dei Bambocci o grotte Regina Margherita) sono state originate da quell'insieme di fenomeni carsici presenti nel comune di Collepardo legati all'erosione sotterranea del suolo da parte dell'acqua, similmente alla vicina dolina carsica detta Pozzo d'Antullo.

## Storia
Il nome di  grotte dei Bambocci ha origine dalla caverna principale dove numerose stalattiti per le loro forme richiamano l'aspetto di bambole e pupazzi (detti appunto bambocci). Questo nome fu sostituito poi in "grotte Regina Margherita" nel 1904 quando il  Comune di Collepardo dedicò le grotte alla prima regina d'Italia dopo la sua storica visita nella caverna. All'interno delle grotte sono stati rinvenuti resti di fauna risalenti al pleistocene, come Cervus elaphus, e scheletri umani dell'età del bronzo, collocabili fra il 1600 e il 1400 a.C..
Degni di menzione numerosi ex-voto pagani rinvenuti nella grotta, legati al culto solare del Sol Invictus Mitra. Questi reperti indicano che nella grotta vi era un grande santuario mitraico, detto "Mitreo", meta di continui pellegrinaggi, dove si svolgevano i riti misterici solari. I Mitrei erano dentro grotte naturali o artificiali che ricordassero la grotta dove nacque il dio Mitra il 25 dicembre; ma la grotta simboleggiava il nostro Universo, la "Caverna cosmica" cosicché, secondo i pagani, il dio nasceva in una grotta per simboleggiare la sua venuta nel nostro universo. Un sacerdote mitraico vestito di rosso detto "Pater" presenziava i riti di iniziazione nel Mitreo, tra cui il battesimo di acqua e poi di fuoco. Il Mitreo delle grotte di Collepardo doveva essere un grande santuario molto conosciuto all'epoca.